# 垂井町立不破中学校
垂井町立不破中学校（たるいちょうりつ ふわ ちゅうがっこう）は、岐阜県不破郡垂井町にある公立中学校。

## 沿革
- 1947年（昭和22年）
  - 4月1日 - 垂井町、宮代村、荒崎村、青墓村、表佐村、府中村、岩手村、合原村による組合立不破中学校が設立される
  - 5月2日 - 授業開始。この日を開校記念日とする
- 1948年（昭和23年）
  - 4月1日 - 岩手村が組合より分離。岩手村は岩手村立岩手中学校を開校する。
  - 9月8日 - 青墓村が組合より離脱。赤坂町と組合を設立し、赤坂中学校へ移る。
- 1949年（昭和24年）
  - 3月12日 -  新校舎落成式を行う。
- 1954年（昭和29年）
  - 9月10日 ‐ 垂井町、岩手村、府中村、宮代村、表佐村、荒崎村（綾戸地区）が合併し、垂井町となる。
  - 10月1日 ‐ 荒崎村が大垣市に編入される。旧・荒崎村の生徒は引き続き不破中学校へ通学する。
  - 11月3日 - 合原村の一部（室原地区）がが分離。養老郡高田町、養老村、広幡村、上多度村、池辺村（一部）、笠郷村、小畑村、多芸村、日吉村と合併し、養老町となる。室原地区の生徒は引き続き不破中学校へ通学する。
  - 12月1日 - 合原村が垂井町に編入される。同時に垂井町立不破中学校に改称する。
- 1955年（昭和30年）4月 - 養老町室原の新入生は養老町立高田中学校へ通学となる。
- 1957年（昭和32年）4月 - 養老町室原が不破中学校校区から高田中学校校区へ完全に移る。
- 1958年（昭和33年）4月 - 大垣市の一部（旧・荒崎村の島、一六、長松）の生徒の委託を解消。大垣市島、一六、長松の生徒は不破中学校校区から大垣市立西中学校校区に移る。
- 1976年（昭和51年）
  - 3月26日 - 消防庁長官賞を受賞
  - 4月1日 - 府中地区の通学先中学校が垂井町立北中学校に変更

（“不破中学校の歴史” (pdf). 2017年1月3日閲覧。を参照）

## 教育目標
誠実に生きる人間

## 部活動

### 運動部
- 野球部
- ソフトボール部
- 陸上部
- バレーボール部
- バスケットボール部
- ハンドボール部
- サッカー部
- 剣道部
- 柔道部
- 弓道部
- テニス部
- バドミントン部
- 卓球部

### 文化部
- 吹奏楽部
- パソコン部
- 美術部
- 放送部

## 学区
不破中学校の学区は、垂井町の7つの小学校校区のうち5つの校区（垂井町立垂井小学校・垂井町立東小学校・垂井町立宮代小学校・垂井町立表佐小学校 ・垂井町立合原小学校）からなる。基本的には中学校からの距離で通学方法が異なる（徒歩・自転車）。

## 進学前小学校
- 垂井町立垂井小学校
- 垂井町立東小学校
- 垂井町立宮代小学校
- 垂井町立表佐小学校
- 垂井町立合原小学校

## 海外交流活動
- 1991年（平成３年）よりカナダ国カルガリー市へ派遣され、ホームステイなどを行う[1]。（垂井町立北中学校の生徒と合同）

## 最寄り駅
- 東海旅客鉄道（JR東海）東海道本線 垂井駅徒歩12分

## 著名な出身者
- 朝井リョウ